# Statistiques et records du championnat de France de football
Cet article détaille les statistiques et records du championnat de France de football. Elles concernent exclusivement le championnat de Division 1 / Ligue 1 de 1932 à 1939 puis de 1945 à nos jours.

## Bilan par club
Ce classement cumule les statistiques de chaque équipe ayant joué dans l'élite du championnat de France depuis sa création en 1932 (hors matchs de barrage).
Afin de pallier la différence de points accordé pour une victoire au cours de l'histoire du championnat, la moyenne de points présentée ici compte toujours : 1 point pour un match nul et 2 points pour une victoire (et ce, quelle que soit la période).
- Club actuellement en Ligue 1
- Club disparu

- Les extrêmes d'une colonne sont en lettres grasses.

| Rang | Club                    | Saisons | J    | G    | N   | P   | Bp   | Bc   | Diff  | Points | Dernière saison | Division actuelle | Meilleur classement | Titres |
| ---- | ----------------------- | ------- | ---- | ---- | --- | --- | ---- | ---- | ----- | ------ | --------------- | ----------------- | ------------------- | ------ |
| 1    | Olympique de Marseille  | 75      | 2684 | 1206 | 679 | 799 | 4336 | 3430 | +906  | 3 091  | en cours        | Ligue 1           | 1                   | 9      |
| 2    | AS Monaco               | 66      | 2438 | 1099 | 661 | 678 | 3427 | 2766 | +961  | 2 859  | en cours        | Ligue 1           | 1                   | 8      |
| 3    | Girondins de Bordeaux   | 69      | 2544 | 1075 | 692 | 777 | 3757 | 3121 | +636  | 2 842  | 2021-2022       | National 2        | 1                   | 6      |
| 4    | AS Saint-Étienne        | 70      | 2566 | 1070 | 672 | 824 | 3899 | 3346 | +553  | 2 813  | 2024-2025       | Ligue 2           | 1                   | 10     |
| 5    | Olympique lyonnais      | 66      | 2434 | 1053 | 607 | 774 | 3672 | 3133 | +539  | 2 713  | en cours        | Ligue 1           | 1                   | 7      |
| 6    | LOSC Lille              | 65      | 2396 | 931  | 656 | 809 | 3369 | 2975 | +394  | 2 518  | en cours        | Ligue 1           | 1                   | 4      |
| 7    | OGC Nice                | 66      | 2410 | 903  | 619 | 888 | 3347 | 3345 | +2    | 2 425  | en cours        | Ligue 1           | 1                   | 4      |
| 8    | Paris Saint-Germain     | 52      | 1937 | 954  | 496 | 487 | 3194 | 2061 | +1133 | 2 403  | en cours        | Ligue 1           | 1                   | 13     |
| 9    | Stade rennais FC        | 68      | 2442 | 864  | 623 | 955 | 3340 | 3548 | -208  | 2 351  | en cours        | Ligue 1           | 3                   |        |
| 10   | FC Sochaux-Montbéliard  | 66      | 2368 | 859  | 632 | 877 | 3386 | 3297 | +89   | 2 350  | 2013-2014       | National          | 1                   | 2      |
| 11   | FC Nantes               | 57      | 2112 | 875  | 591 | 646 | 2893 | 2337 | +556  | 2 342  | en cours        | Ligue 1           | 1                   | 8      |
| 12   | RC Lens                 | 63      | 2302 | 856  | 620 | 826 | 3244 | 3218 | +26   | 2 332  | en cours        | Ligue 1           | 1                   | 1      |
| 13   | RC Strasbourg           | 64      | 2301 | 785  | 628 | 888 | 3183 | 3370 | -187  | 2 196  | en cours        | Ligue 1           | 1                   | 1      |
| 14   | FC Metz                 | 64      | 2294 | 749  | 612 | 933 | 2916 | 3418 | -502  | 2 109  | en cours        | Ligue 1           | 2                   |        |
| 15   | Stade de Reims          | 40      | 1450 | 599  | 364 | 487 | 2350 | 1995 | +355  | 1 562  | 2024-2025       | Ligue 2           | 1                   | 6      |
| 16   | Montpellier HSC         | 43      | 1544 | 511  | 408 | 625 | 1981 | 2260 | -279  | 1 430  | 2024-2025       | Ligue 2           | 1                   | 1      |
| 17   | AJ Auxerre              | 34      | 1268 | 502  | 366 | 400 | 1609 | 1365 | +244  | 1 370  | en cours        | Ligue 1           | 1                   | 1      |
| 18   | Nîmes Olympique         | 36      | 1310 | 489  | 324 | 497 | 1905 | 1888 | +17   | 1 302  | 2020-2021       | National 2        | 2                   |        |
| 19   | Toulouse FC             | 35      | 1300 | 400  | 384 | 516 | 1386 | 1630 | -244  | 1 184  | en cours        | Ligue 1           | 3                   |        |
| 20   | SC Bastia               | 34      | 1264 | 434  | 299 | 531 | 1542 | 1813 | -271  | 1 167  | 2016-2017       | Ligue 2           | 3                   |        |
| 21   | Valenciennes FC         | 33      | 1214 | 375  | 337 | 502 | 1460 | 1773 | -313  | 1 087  | 2013-2014       | National          | 3                   |        |
| 22   | Racing CFF              | 30      | 1020 | 426  | 226 | 368 | 1920 | 1698 | +222  | 1 078  | 1989-1990       | National 3        | 1                   | 1      |
| 23   | Angers SCO              | 32      | 1182 | 376  | 321 | 485 | 1578 | 1804 | -226  | 1 073  | en cours        | Ligue 1           | 3                   |        |
| 24   | AS Nancy-Lorraine       | 30      | 1132 | 375  | 303 | 454 | 1433 | 1545 | -112  | 1 053  | 2016-2017       | Ligue 2           | 4                   |        |
| 25   | CS Sedan Ardennes       | 23      | 834  | 291  | 229 | 314 | 1243 | 1255 | -12   | 811    | 2006-2007       | Régional 1        | 3                   |        |
| 26   | Le Havre AC             | 26      | 939  | 274  | 255 | 410 | 1076 | 1396 | -320  | 803    | en cours        | Ligue 1           | 3                   |        |
| 27   | Toulouse FC (1937-1967) | 19      | 678  | 269  | 158 | 251 | 1072 | 1031 | +41   | 696    | 1966-1967       | disparu           | 2                   |        |
| 28   | AS Cannes               | 22      | 748  | 246  | 194 | 308 | 985  | 1137 | -152  | 686    | 1997-1998       | National 2        | 2                   |        |
| 29   | Stade brestois 29       | 19      | 704  | 215  | 200 | 289 | 815  | 1001 | -186  | 630    | en cours        | Ligue 1           | 3                   |        |
| 30   | FC Rouen                | 19      | 678  | 233  | 161 | 284 | 859  | 980  | -121  | 627    | 1984-1985       | National          | 4                   |        |
| 31   | SM Caen                 | 18      | 684  | 200  | 184 | 300 | 710  | 951  | -241  | 584    | 2018-2019       | National          | 5                   |        |
| 32   | FC Lorient              | 17      | 634  | 187  | 186 | 261 | 743  | 913  | -170  | 560    | en cours        | Ligue 1           | 7                   |        |
| 33   | SC Sète                 | 16      | 504  | 198  | 111 | 195 | 826  | 877  | -51   | 507    | 1953-1954       | Régional 2        | 1                   | 2      |
| 34   | FC Nancy                | 15      | 530  | 181  | 123 | 226 | 794  | 925  | -131  | 485    | 1962-1963       | disparu           | 4                   |        |
| 35   | Stade français          | 15      | 538  | 168  | 144 | 226 | 760  | 896  | -136  | 480    | 1966-1967       | non inscrit       | 5                   |        |
| 36   | Stade lavallois         | 13      | 494  | 157  | 145 | 192 | 564  | 658  | -94   | 459    | 1988-1989       | Ligue 2           | 5                   |        |
| 37   | Red Star FC             | 16      | 540  | 142  | 142 | 256 | 717  | 996  | -279  | 426    | 1974-1975       | Ligue 2           | 7                   |        |
| 38   | EA Guingamp             | 13      | 482  | 150  | 122 | 210 | 509  | 653  | -144  | 422    | 2018-2019       | Ligue 2           | 7                   |        |
| 39   | AC Ajaccio              | 14      | 524  | 138  | 136 | 250 | 536  | 812  | -276  | 412    | 2022-2023       | Régional 1        | 6                   |        |
| 40   | SC Toulon               | 12      | 452  | 134  | 127 | 191 | 454  | 589  | -135  | 395    | 1992-1993       | National 2        | 5                   |        |
| 41   | CO Roubaix-Tourcoing    | 10      | 344  | 130  | 83  | 131 | 550  | 581  | -31   | 343    | 1954-1955       | disparu           | 1                   | 1      |
| 42   | ESTAC Troyes            | 11      | 406  | 94   | 110 | 201 | 405  | 620  | -215  | 298    | 2022-2023       | Ligue 2           | 7                   |        |
| 43   | Troyes AF               | 8       | 296  | 79   | 73  | 145 | 371  | 552  | -181  | 231    | 1977-1978       | disparu           | 15                  |        |
| 44   | Olympique lillois       | 7       | 194  | 97   | 35  | 62  | 361  | 255  | +106  | 229    | 1942-1943       | disparu           | 1                   | 1      |
| 45   | Le Mans FC              | 6       | 228  | 65   | 69  | 94  | 238  | 301  | -63   | 199    | 2009-2010       | Ligue 2           | 9                   |        |
| 46   | Excelsior AC            | 7       | 194  | 75   | 46  | 73  | 404  | 388  | +16   | 196    | 1944-1945       | disparu           | 5                   |        |
| 47   | SC Fives                | 7       | 194  | 77   | 37  | 80  | 348  | 323  | +25   | 191    | 1942-1943       | disparu           | 2                   |        |
| 48   | FC Antibes              | 7       | 194  | 65   | 43  | 86  | 296  | 387  | -91   | 173    | 1939-1940       | District 2        | 7                   |        |
| 49   | Dijon FCO               | 6       | 218  | 50   | 56  | 112 | 222  | 364  | -142  | 156    | 2020-2021       | National          | 11                  |        |
| 50   | FC Mulhouse             | 6       | 184  | 51   | 35  | 98  | 291  | 440  | -149  | 137    | 1989-1990       | National 3        | 6                   |        |
| 51   | Olympique d'Alès        | 6       | 184  | 42   | 44  | 98  | 251  | 415  | -164  | 128    | 1958-1959       | National 3        | 10                  |        |
| 52   | Évian Thonon Gaillard   | 4       | 152  | 45   | 36  | 71  | 180  | 221  | -41   | 126    | 2014-2015       | National 3        | 9                   |        |
| 53   | Tours FC                | 4       | 152  | 44   | 38  | 70  | 217  | 264  | -47   | 126    | 1984-1985       | disparu           | 11                  |        |
| 54   | Grenoble Foot 38        | 4       | 152  | 30   | 51  | 71  | 138  | 214  | -76   | 112    | 2009-2010       | Ligue 2           | 13                  |        |
| 55   | Limoges Football        | 3       | 114  | 37   | 28  | 49  | 149  | 172  | -23   | 102    | 1960-1961       | Régional 1        | 10                  |        |
| 56   | AS Angoulême            | 3       | 110  | 30   | 33  | 47  | 122  | 175  | -53   | 93     | 1971-1972       | National 2        | 4                   |        |
| 57   | Paris FC                | 3       | 114  | 31   | 29  | 54  | 150  | 214  | -64   | 91     | en cours        | Ligue 1           | 12                  |        |
| 58   | FC Martigues            | 3       | 114  | 27   | 36  | 51  | 105  | 165  | -60   | 90     | 1995-1996       | Régional 1        | 11                  |        |
| 59   | Clermont Foot 63        | 3       | 110  | 31   | 27  | 52  | 109  | 178  | -69   | 89     | 2023-2024       | Ligue 2           | 8                   |        |
| 60   | Amiens SC               | 3       | 104  | 25   | 31  | 48  | 99   | 144  | -45   | 81     | 2019-2020       | Ligue 2           | 13                  |        |
| 61   | RC Roubaix              | 3       | 90   | 26   | 20  | 44  | 120  | 188  | -68   | 72     | 1941-1942       | disparu           | 8                   |        |
| 62   | SC Nîmes                | 3       | 74   | 24   | 11  | 39  | 140  | 177  | -37   | 59     | 1934-1935       | disparu           | 5                   |        |
| 63   | Chamois niortais        | 1       | 38   | 11   | 10  | 17  | 34   | 42   | -8    | 32     | 1987-1988       | disparu           | 18                  |        |
| 64   | Stadium Racing Colmar   | 1       | 34   | 12   | 7   | 15  | 61   | 78   | -17   | 31     | 1948-1949       | National 2        | 11                  |        |
| 65   | Lyon OU                 | 1       | 34   | 11   | 9   | 14  | 52   | 78   | -26   | 31     | 1945-1946       | disparu           | 15                  |        |
| 66   | FC Gueugnon             | 1       | 38   | 8    | 14  | 16  | 27   | 46   | -19   | 30     | 1995-1996       | Régional 1        | 18                  |        |
| 67   | CA Paris-Charenton      | 2       | 44   | 13   | 4   | 27  | 93   | 127  | -34   | 30     | 1933-1934       | Régional 2        | 5                   |        |
| 68   | Gazélec FC Ajaccio      | 1       | 38   | 8    | 13  | 17  | 37   | 58   | -21   | 29     | 2015-2016       | National 3        | 19                  |        |
| 69   | Istres FC               | 1       | 38   | 6    | 14  | 18  | 25   | 51   | -26   | 26     | 2004-2005       | National 2        | 20                  |        |
| 70   | AS Béziers              | 1       | 34   | 9    | 6   | 19  | 38   | 77   | -39   | 24     | 1957-1958       | disparu           | 18                  |        |
| 71   | US Boulogne             | 1       | 38   | 7    | 10  | 21  | 31   | 62   | -31   | 24     | 2009-2010       | Ligue 2           | 19                  |        |
| 72   | LB Châteauroux          | 1       | 34   | 8    | 7   | 19  | 31   | 59   | -28   | 23     | 1997-1998       | National          | 17                  |        |
| 73   | AC Avignonnais          | 1       | 38   | 7    | 6   | 25  | 30   | 80   | -50   | 20     | 1975-1976       | District 4        | 20                  |        |
| 74   | AS Aix-en-Provence      | 1       | 38   | 6    | 8   | 24  | 48   | 95   | -47   | 20     | 1967-1968       | Régional 3        | 20                  |        |
| 75   | AC arlésien             | 1       | 38   | 3    | 11  | 24  | 21   | 70   | -49   | 17     | 2010-2011       | Régional 1        | 20                  |        |
| 76   | Club français           | 1       | 18   | 5    | 3   | 10  | 43   | 50   | -7    | 13     | 1932-1933       | disparu           | 17                  |        |
| 77   | Hyères FC               | 1       | 18   | 4    | 4   | 10  | 22   | 29   | -7    | 12     | 1932-1933       | National 2        | 19                  |        |

## Records

### Records généraux
Affluence
- Meilleure affluence moyenne sur une saison : 27 948 spectateurs par match lors de la saison 2024-2025 (18 clubs)[2]
- Meilleure affluence moyenne sur une saison pour un club : 63 533 spectateurs par match pour l'Olympique de Marseille lors de la saison 2024-2025 (18 clubs)[2]
- Meilleure affluence moyenne sur une journée : 40 851 spectateurs par match lors de la 34e journée de la saison 2024-2025 (18 clubs)[2]
- Meilleure affluence sur un match : 78 056 spectateurs, pour LOSC Lille - Olympique lyonnais au stade de France le 7 mars 2009[3]
- Meilleure affluence pour un club dans son stade : 66 199 spectateurs, pour Olympique de Marseille - AS Saint-Étienne au stade Vélodrome le 15 février 2025[4].

Buts
- Meilleure moyenne de buts sur une saison: 4,51 buts par match lors de la saison 1933-1934 (14 clubs)[3]
- Plus petit nombre de buts marqués sur une journée : 8 buts lors de la 32e journée de la saison 2006-2007 (10 matchs, soit 0,8 but par match)[5]

### Clubs
Saisons
- Plus grand nombre de saisons disputées : 75 saisons
  - Olympique de Marseille (de 1932-1933 à 2024-2025)
- Plus grand nombre de saisons consécutives : 51 saisons
  - Paris Saint-Germain (de 1974-1975 à 2024-2025)

Titres
- Plus grand nombre de titres : 13 titres
  - Paris Saint-Germain
- Plus grand nombre de titres consécutifs : 7 titres
  - Olympique lyonnais (de 2001-2002 à 2007-2008)
- Titre attribué le plus tôt dans la saison (38 journées) : 30e journée
  - Paris Saint-Germain (2015-2016)[8]

Points
- Plus grand nombre de points sur une saison (valeur relative) : 96 points (victoires à 3 points, 20 clubs)[9]
  - Paris Saint-Germain (2015-2016)
- Plus petit nombre de points sur une saison :
  - valeur absolue : 16 points, victoires à 3 points, 18 clubs, soit 0,47 points par match[10] : Montpellier HSC (2024-2025)
  - valeur relative : 17 points, victoires à 3 points, 20 clubs, soit 0,44 points par match[11] : RC Lens (1988-1989)
- Plus grand écart de points établi avec le vice-champion (valeur relative) : 31 points (victoires à 3 points, 20 clubs)[3]
  - Paris Saint-Germain (2015-2016)

Invincibilité
- Record d'invincibilité : 36 matchs sans défaite[réf. nécessaire]
  - Paris Saint-Germain (de la 30e journée de la saison 2014-2015 à la 27e journée de la saison 2015-2016)
- Record d'invincibilité sur une saison : 32 matchs sans défaite[12],[13]
  - FC Nantes (du début de la saison 1994-1995 jusqu'à la 33e journée)
- Record d'invincibilité à domicile : 92 matchs sans défaite
  - FC Nantes (de la 36e journée de la saison 1975-1976 à la 29e journée de la saison 1980-1981)
- Record d'invincibilité à l’extérieur : 39 matchs sans défaite
  - Paris Saint-Germain (de la 25e journée de la saison 2022-2023 à la 29e journée de la saison 2024-2025)

Victoires
- Plus grand nombre de victoires sur une saison (20 clubs) : 30 victoires[14]
  - Paris Saint-Germain (2015-2016)
  - AS Monaco (2016-2017)
- Plus grand nombre de victoires sur une saison (18 clubs) : 26 victoires[14]
  - Paris Saint-Germain (2024-2025)
- Plus grand nombre de victoires à domicile sur une saison (20 clubs) : 19 victoires[3]
  - AS Saint-Étienne (1974-1975)
- Plus grand nombre de victoires à domicile sur une saison (18 clubs) : 16 victoires
  - Olympique de Marseille (1947-1948)
- Plus grand nombre de victoires à l'extérieur sur une saison (20 clubs) : 15 victoires[3]
  - Paris Saint-Germain (2015-2016)
- Plus grand nombre de victoires à l'extérieur sur une saison (18 clubs) : 13 victoires
  - Paris Saint-Germain (2023-2024)
- Plus grand nombre de victoires consécutives : 16 victoires[3]
  - AS Monaco (de la 27e journée de la saison 2016-2017 à la 4e journée de la saison 2017-2018)
- Plus grand nombre de victoires consécutives à domicile : 28 victoires[3]
  - AS Saint-Étienne (de la 28e journée de la saison 1973-1974 à la 4e journée de la saison 1975-1976)
- Plus grand nombre de victoires consécutives à l'extérieur : 9 victoires[3]
  - Olympique de Marseille (de la 24e journée de la saison 2008-2009 à la 1re journée de la saison 2009-2010)

Défaites
- Plus petit nombre de défaites sur une saison : 1 défaite[3]
  - FC Nantes (1994-1995, face au RC Strasbourg)
- Plus petit nombre de défaites sur une saison à domicile : 0 défaite (réalisé 57 fois)[3]
  - 7 fois : FC Nantes (1966, 1967, 1977, 1978, 1979, 1980, 1995)
  - 6 fois : Paris Saint-Germain (1986, 1994, 2015, 2017, 2019, 2022)
  - 5 fois : Olympique de Marseille (1938, 1948, 1971, 1989, 1999), Girondins de Bordeaux (1985, 1986, 1988, 1993, 2009)
  - 4 fois : AS Saint-Étienne (1974, 1975, 1976, 1978), AS Monaco (1983, 1993, 1997, 2000)
  - 3 fois : FC Sète (1934, 1935, 1937), RC Strasbourg (1975, 1978, 1979), AJ Auxerre (1985, 1989, 1992)
  - 2 fois : Nîmes Olympique (1953, 1959), SC Bastia (1973, 1977), RC Lens (1977, 2002), Olympique lyonnais (1995, 2002), FC Sochaux (1937, 2003)
  - 1 fois : Olympique lillois (1934), RC Paris (1939), Valenciennes FC (1965), Angers SCO (1972), OGC Nice (1976), Toulouse FC (1987), AS Cannes (1990)
- Plus petit nombre de défaites sur une saison à l'extérieur : 0 défaite[3]
  - Paris Saint-Germain (2023-2024)
- Plus grand nombre de défaites consécutives : 13 défaites[15]
  - Angers SCO (2022-2023)

Buts
- Plus grand nombre de buts marqués sur une saison (20 clubs) : 118 buts[3]
  - RC Paris (1959-1960)
- Plus grand nombre de buts marqués sur une saison (18 clubs) : 102 buts[14]
  - LOSC Lille (1948-1949)
- Plus petit nombre de buts marqués sur une saison : 18 buts[11]
  - Stade français (1966-1967)
- Plus petit nombre de buts encaissés sur une saison : 19 buts[3]
  - Paris Saint-Germain (2015-2016)
- Plus grande différence de buts sur une saison (20 clubs) : +83[3]
  - Paris Saint-Germain (2015-2016)
- Plus grande différence de buts sur une saison (18 clubs) : +62[14]
  - LOSC Lille (1948-1949)
- Plus large victoire à domicile : 12-1[14]
  - FC Sochaux-Montbéliard (1935-1936, face à l'US Valenciennes)
- Plus large victoire à l'extérieur : 9-0[16]
  - Paris Saint-Germain (2015-2016, face à l'ESTAC Troyes)

### Joueurs
Matchs
- Plus grand nombre de matchs pour un joueur : 618 matchs[3]
  - Mickaël Landreau (de 1996 à 2006 avec le FC Nantes ; de 2006 à 2009 avec le Paris SG ; de 2009 à 2012 avec le LOSC Lille ; de 2012 à 2014 avec le SC Bastia)

| Rang | Joueur                     | Période   | Clubs successifs | Matchs |
| ---- | -------------------------- | --------- | --- | ------ |
| 1    | Mickaël Landreau           | 1996-2014 | FC Nantes (335), Paris SG (114), LOSC Lille (119), SC Bastia (50)                                                                             | 618    |
| 2    | Jean-Luc Ettori            | 1977-1994 | AS Monaco (602) | 602    |
| 3    | Dominique Dropsy           | 1972-1989 | US Valenciennes (38), RC Strasbourg (372), Girondins de Bordeaux (186)                                                                        | 596    |
| 4    | Dominique Baratelli        | 1967-1985 | AC Ajaccio (107), OGC Nice (247), Paris SG (239)                                                                                              | 593    |
| 5    | Alain Giresse              | 1970-1988 | Girondins de Bordeaux (520), Olympique de Marseille (67)                                                                                      | 587    |
| 6    | Sylvain Kastendeuch        | 1982-2001 | FC Metz (439), AS Saint-Étienne (105), Toulouse FC (33)                                                                                       | 577    |
| 7    | Patrick Battiston          | 1973-1991 | FC Metz (181), AS Saint-Étienne (102), Girondins de Bordeaux (207), AS Monaco (68)                                                            | 558    |
| 8    | Steve Mandanda             | 2007-2025 | Olympique de Marseille (469), Stade Rennais (86)                                                                                              | 555    |
| 9    | Jacky Novi                 | 1964-1980 | Nîmes Olympique (165), Olympique de Marseille (196), Paris SG (102), RC Strasbourg (82)                                                       | 545    |
| 10   | Roger Marche               | 1945-1962 | Stade de Reims (301), RC Paris (242) | 543    |
| 11   | Henri Michel               | 1966-1982 | FC Nantes (533) | 533    |
| 12   | Jean-Paul Bertrand-Demanes | 1969-1987 | FC Nantes (531) | 531    |
| 13   | Robert Jonquet             | 1945-1962 | Stade de Reims (502), RC Strasbourg (19) | 521    |
| 14   | Florent Balmont            | 2002-2020 | Olympique lyonnais (11), Toulouse FC (34), OGC Nice (139), LOSC Lille (253), Dijon FCO (75)                                                   | 513    |
| 15   | Vitorino Hilton            | 2004-2021 | SC Bastia (14), RC Lens (122), Olympique de Marseille (56), Montpellier HSC (320)                                                             | 512    |
| 16   | Patrice Rio                | 1969-1987 | FC Rouen (33), FC Nantes (436), Stade rennais (40)                                                                                            | 509    |
| 17   | Sylvain Armand             | 2000-2016 | FC Nantes (118), Paris SG (285), Stade rennais (103)                                                                                          | 506    |
| 18   | François Brisson           | 1975-1993 | Paris SG (81), Stade lavallois (96), RC Lens (143), RC Strasbourg (38), Olympique de Marseille (31), Olympique lyonnais (28), LOSC Lille (88) | 505    |
| 19   | Joël Bats                  | 1976-1992 | FC Sochaux-Montbéliard (66), AJ Auxerre (184), Paris SG (254)                                                                                 | 504    |
| 20   | Loïc Amisse                | 1973-1990 | FC Nantes (503) | 503    |
| 20   | Albert Rust                | 1972-1990 | FC Sochaux-Montbéliard (390), Montpellier HSC (113)                                                                                           | 503    |
| 22   | Maxime Bossis              | 1973-1991 | FC Nantes (413), RC Paris (89) | 502    |
| 23   | Didier Sénac               | 1977-1995 | RC Lens (275), Girondins de Bordeaux (226) | 501    |

- Nombres de matchs consécutifs : 306 matchs[18]
  - Fabien Cool (du 9 mai 1998 au 17 décembre 2006 avec l'AJ Auxerre)

Titres
- Joueur le plus titré : 10 titres
  - Marquinhos (2014, 2015, 2016, 2018, 2019, 2020, 2022, 2023, 2024, 2025 avec le Paris Saint-Germain)
- Joueurs les plus titrés consécutivement : 7 titres
  - Grégory Coupet (2002, 2003, 2004, 2005, 2006, 2007, 2008 avec l'Olympique lyonnais)
  - Juninho (2002, 2003, 2004, 2005, 2006, 2007, 2008 avec l'Olympique lyonnais)
  - Sidney Govou (2002, 2003, 2004, 2005, 2006, 2007, 2008 avec l'Olympique lyonnais)

Invincibilité
- Record d'invincibilité pour un gardien : 1 176 minutes (plus de 13 matchs)
  - Gaëtan Huard (du 3 décembre 1992 au 10 avril 1993 avec les Girondins de Bordeaux)
- Record d'invincibilité pour un gardien à domicile : 1 534 minutes (plus de 17 matchs)
  - Jérémie Janot (du 6 novembre 2004 au 21 septembre 2005 avec l'AS Saint-Étienne)

Buts
- Meilleur buteur : 299 buts
  - Delio Onnis (39 buts de 1971 à 1973 avec le Stade de Reims, 157 buts de 1973 à 1980 avec l'AS Monaco, 64 buts de 1980 à 1983 avec le Tours FC, 39 buts de 1983 à 1986 avec le SC Toulon)
- Meilleur buteur sur une saison : 44 buts
  - Josip Skoblar (1970-1971 avec l'Olympique de Marseille)
- Joueur ayant marqué pendant le plus grand nombre de journées consécutives : 13 journées
  - Serge Masnaghetti (de la 21ème à la 27ème journée (match reporté) de la saison 1962-1963 avec l'US Valenciennes)
- Meilleur buteur sur un match : 7 buts
  - André Abegglen (le 25 août 1935 avec le FC Sochaux-Montbéliard face à l'US Valenciennes)
  - Jean Nicolas (le 1er mai 1938 avec le FC Rouen face à l'US Valenciennes)
- But le plus rapide : environ 8 secondes[22]
  - Michel Rio (le 15 février 1992 avec le SM Caen face à l'AS Cannes)
  - Kylian Mbappé (le 21 août 2022 avec le Paris SG face au LOSC Lille)
- Coup du chapeau le plus rapide : 4 minutes et 30 secondes (de la 31e à la 35e minute)[23]
  - Loïs Openda (le 12 mars 2023 avec le RC Lens face au Clermont Foot 63)
- Quadruplé le plus rapide : environ 13 minutes (de la 61e à la 74e minute)[24]
  - Kylian Mbappé (le 7 octobre 2018 avec le Paris SG face à l'Olympique lyonnais)

Passes
- Meilleur passeur sur une saison : 18 passes décisives[25]
  - Ángel Di María (2015-2016 avec le Paris Saint-Germain)
- Meilleur buteur et meilleur passeur sur une saison : 1 fois[26]
  - Kylian Mbappé (28 buts et 17 passes décisives lors de la saison 2021-2022 avec le Paris Saint-Germain)

Âge
- Plus jeune joueur à participer à un match : 15 ans, 7 mois et 12 jours[27]
  - Kalman Gerencseri, (le 21 août 1960 avec le RC Lens face à l'AS Monaco)
- Plus jeune joueur à marquer un but : 16 ans 3 mois et 15 jours[28]
  - Richard Krawczyk (le 8 septembre 1963 avec le RC Lens face à l'Angers SCO)
- Plus jeune joueur à réaliser un doublé : 17 ans, 7 mois et 22 jours[28]
  - Corentin Jean (le 9 mars 2013 avec l'ESTAC Troyes face au Stade de Reims)
- Plus jeune joueur à réaliser un coup du chapeau : 17 ans 10 mois et 15 jours[29]
  - Jérémy Ménez (le 22 janvier 2005 avec le FC Sochaux-Montbéliard face aux Girondins de Bordeaux)
- Joueur le plus âgé à participer à un match : 44 ans et 4 jours[30]
  - Roger Courtois (le 3 juin 1956 avec l'AS Troyes Sainte-Savine)
- Joueur le plus âgé à marquer un but : 44 ans et 4 jours[31]
  - Roger Courtois (le 3 juin 1956 avec l'AS Troyes Sainte-Savine)

### Entraîneurs
Matchs
- Plus grand nombre de matchs pour un entraîneur : 894 matchs[32]
  - Guy Roux (1980-2000 et 2001-2005 avec l'AJ Auxerre ; 2007-2008 avec le RC Lens)

| Rang | Entraîneur          | Période   | Clubs successifs | Matchs |
| ---- | ------------------- | --------- | --- | ------ |
| 1    | Guy Roux            | 1980-2007 | AJ Auxerre, RC Lens | 894    |
| 2    | Kader Firoud        | 1955-1982 | Nîmes Olympique, Toulouse FC (1937), Montpellier HSC                                                                                     | 782    |
| 3    | Albert Batteux      | 1950-1979 | Stade de Reims, AS Saint-Étienne, OGC Nice                                                                                               | 658    |
| 4    | José Arribas        | 1963-1982 | FC Nantes, Olympique de Marseille, LOSC Lille                                                                                            | 654    |
| 5    | Claude Puel         | 1999-2021 | AS Monaco, LOSC Lille, Olympique lyonnais, OGC Nice, AS Saint-Étienne                                                                    | 652    |
| 6    | Louis Dugauguez     | 1955-1974 | CS Sedan Ardennes | 631    |
| 6    | Frédéric Antonetti  | 1994-2023 | SC Bastia, OGC Nice, Stade rennais, LOSC Lille, FC Metz, RC Strasbourg                                                                   | 631    |
| 8    | Jean Fernandez      | 1987-2013 | AS Cannes, OGC Nice, Olympique de Marseille, LOSC Lille, FC Sochaux-Montbéliard, FC Metz, AJ Auxerre, AS Nancy-Lorraine, Montpellier HSC | 603    |
| 9    | Joël Muller         | 1989-2006 | FC Metz, RC Lens | 577    |
| 10   | Michel Le Milinaire | 1976-1996 | Stade lavallois, Stade rennais | 570    |
| 11   | Jean Snella         | 1950-1980 | AS Saint-Étienne, OGC Nice, FC Metz | 567    |
| 12   | Aimé Jacquet        | 1975-1991 | Olympique lyonnais, Girondins de Bordeaux, Montpellier HSC, AS Nancy-Lorraine                                                            | 560    |
| 13   | Antoine Redin       | 1970-1986 | AS Nancy-Lorraine, SC Bastia | 556    |
| 14   | Antoine Kombouaré   | 2003-2025 | RC Strasbourg, Valenciennes FC, Paris Saint-Germain, RC Lens, EA Guingamp, Dijon FCO, Toulouse FC, FC Nantes                             | 540    |
| 15   | André Gérard        | 1949-1972 | Girondins de Bordeaux, FC Nancy, SC Toulon, Stade français, FC Rouen                                                                     | 534    |
| 16   | Rolland Courbis     | 1986-2019 | SC Toulon, Girondins de Bordeaux, Olympique de Marseille, RC Lens, AC Ajaccio, Montpellier HSC, Stade rennais, SM Caen                   | 533    |
| 17   | Robert Herbin       | 1972-1990 | AS Saint-Étienne, Olympique lyonnais | 529    |
| 18   | Élie Baup           | 1994-2013 | AS Saint-Étienne, Girondins de Bordeaux, Toulouse FC, FC Nantes, Olympique de Marseille                                                  | 502    |

Titres
- Plus grand nombre de titres pour un entraîneur : 8 titres
  - Albert Batteux (1953, 1955, 1958, 1960, 1962 avec le Stade de Reims ; 1968, 1969, 1970 avec l'AS Saint-Étienne)

## Évolution du nombre de buts marqués chaque saison
Le graphique ci-dessous présente l'évolution du nombre de buts marqués chaque saison depuis la saison 1945-1946.

La moyenne sur les saisons à 20 clubs (ligne orange) est de 996 buts/saison, soit 55 800 buts en 56 saisons (saison 2019-2020, arrêtée à la 28e journée à cause de la pandémie de Covid-19 en France, non incluse).